# Jodis ctila
Jodis ctila är en fjärilsart som beskrevs av Louis Beethoven Prout 1926. Jodis ctila ingår i släktet Jodis och familjen mätare. Inga underarter finns listade i Catalogue of Life.